# Jean V de Roubaix
Pour les articles homonymes, voir Roubaix (homonymie).
 (décembre 2016).
Si vous disposez d'ouvrages ou d'articles de référence ou si vous connaissez des sites web de qualité traitant du thème abordé ici, merci de compléter l'article en donnant les références utiles à sa vérifiabilité et en les liant à la section « Notes et références ».
Jean V (ca 1369 - 1449) (ou Jehan de Roubaix), seigneur de Roubaix, était chevalier de l'ordre de la Toison d'or. Il portait, comme tous les seigneurs de Roubaix, d'hermine au chef de gueules.
Un Jean de Roubaix est également tué à la bataille de Nicopolis en 1396.

## Biographie
Jean fit parler de lui, pour la première fois, lors de la bataille de Roosebecke (sur la commune actuelle de Westrozebeke, 27 novembre 1382). Il combattit les Sarrasins à Carthage, visita les lieux saints en Palestine.
Ses nombreux succès firent de lui un des seigneurs les plus puissants de l'époque, tant financièrement que par l'influence dont il jouissait auprès des ducs de Bourgogne. Il fut le premier chambellan du duché de Bourgogne sous Jean sans Peur et conserva ce poste quand lui succéda Philippe III le bon. C'est donc tout naturellement que ce dernier l'envoya au Portugal en 1428, afin de négocier le mariage du duc avec Isabelle de Portugal. Dans l'ambassade, on retrouvait un membre illustre, Jan van Eyck qui était, à l'époque, le peintre du duc.
Le mariage eut lieu à Bruges, le 10 janvier 1430. Lors des fastes, le duc créa l'Ordre de la Toison d'or, les premiers chevaliers furent (dans l'ordre) Philippe le Bon, Guillaume de Vienne, Régnier Pot et Jean de Roubaix.
Jean meurt en 1449 ; son fils, Pierre de Roubaix, lui succède comme chambellan du duché de Bourgogne.